# Piptochaetium stipoides
Piptochaetium stipoides là một loài thực vật có hoa trong họ Hòa thảo. Loài này được (Trin. & Rupr.) Hack. & Arechav. miêu tả khoa học đầu tiên năm 1896.